# ドンボーヴァール - コムロー線
ドンボーヴァール - コムロー線（ハンガリー語: Dombóvár–Komló-vasútvonal）は、ハンガリー国鉄の鉄道線の名称である。路線番号は47。

## 運行形態[1]
- ドンボーヴァール - ゴディシャ - コムロー
一日5往復の運行。金・日曜日は一日6往復に増発される。1往復がシャーシュド止まりである他はドンボーヴァールまで直通し、ゴディシャ以北は40号線に直通する。南行3本、北行1本を除き、シャーシュド - ドンボーヴァール間はノンストップ。
過去の運行形態
2017年以前は、一日2往復、10時間間隔（平日の場合）の運行で、全列車がシャーシュド発着であった[2]。シャーシュドで40号線のドンボーヴァール方面普通と接続していた。
2017年末に、シャーシュド方面行の片道1本に限り、40号線のドンボーヴァール方面に乗り入れる様になった。ドンボーヴァール - シャーシュド間ノンストップであった。
2019年末に、全列車ドンボーヴァール直通となった。2019年春以降、休日の1往復に限り、ドンボーヴァール - シャーシュド間各駅停車となった。
2020年末に、シャーシュド以北各駅停車に変更となった。
2022年度は、当初一日4往復であった。この時に、シャーシュド - ドンボーヴァール間ノンストップ便が復活した。4月に5往復（休日6往復）に増発され、6月の改正で金曜も6往復の運行となった。

## 駅一覧
以下では、ハンガリー国鉄47号線の駅と営業キロ、停車列車、接続路線などを一覧表で示す。なお、全て各駅停車である。
| 路線名 | 駅名                        | 駅間営業キロ | 累計営業キロ | 接続路線                 | 所在地     | 所在地       |
| ------ | --------------------------- | ------------ | ------------ | ------------------------ | ---------- | ------------ |
| 40     | シャーシュド駅              | -            | -3.9         | 40号線（ブダペスト方面） | バラニャ県 | ヘジハート郡 |
| 47     | ゴディシャ駅                | 3.9          | 0.0          | 40号線（ペーチ方面）     | バラニャ県 | ヘジハート郡 |
| 47     | ボドヤベール駅（休止中 *1） |              | (3.6)        |                          | バラニャ県 | コムロー郡   |
| 47     | マジャルヘルテレンド駅      | 5.9          | 5.9          |                          | バラニャ県 | コムロー郡   |
| 47     | マジャルセーク駅            | 3.2          | 9.1          |                          | バラニャ県 | コムロー郡   |
| 47     | メチェクペレシュケ駅        | 2.9          | 12.0         |                          | バラニャ県 | コムロー郡   |
| 47     | メチェクヤーノシ駅          | 3.0          | 15.0         |                          | バラニャ県 | コムロー郡   |
| 47     | コムロー駅                  | 3.7          | 18.7         |                          | バラニャ県 | コムロー郡   |

(*1): 2022年4月に休止。